# Rapala domitia
Rapala domitia är en fjärilsart som beskrevs av William Chapman Hewitson 1863. Rapala domitia ingår i släktet Rapala och familjen juvelvingar. Inga underarter finns listade.

## Bildgalleri

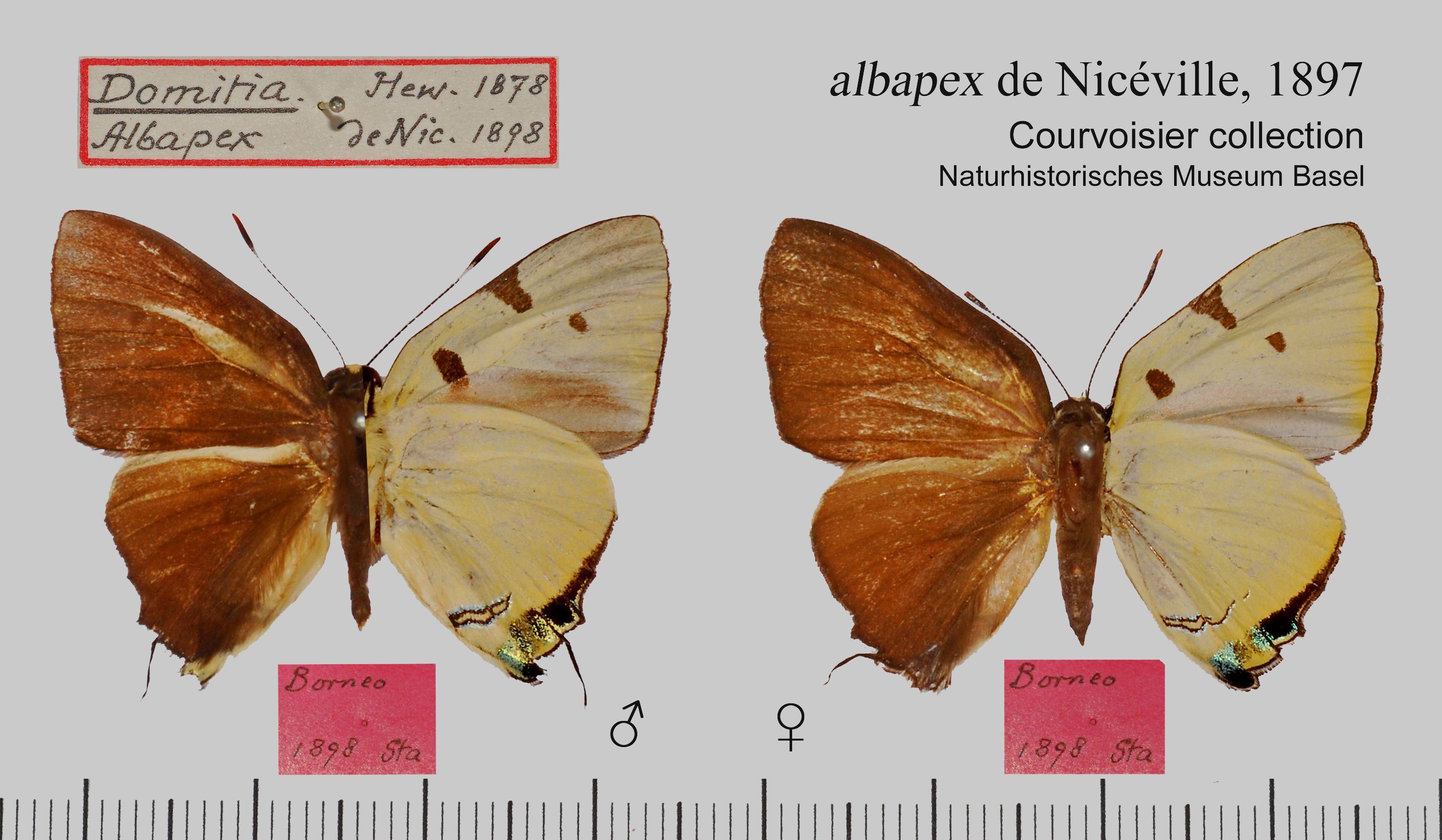
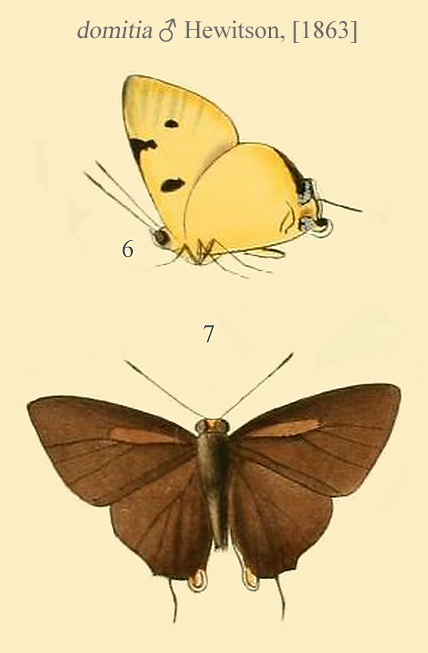
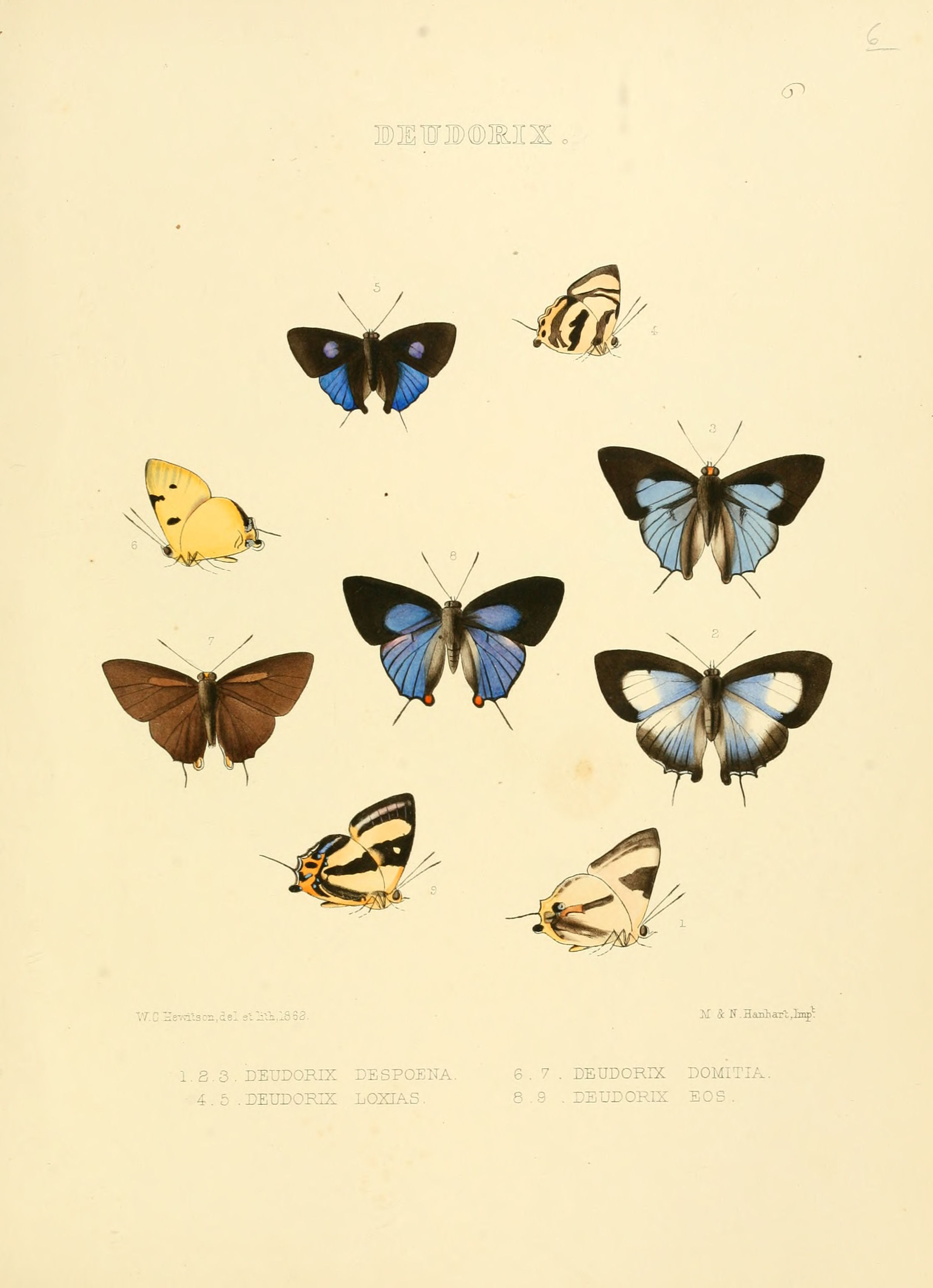